# Beijing Schmidt CCD Asteroid Program
| 7072 Beijingdaxue      | 3 febbraio 1996   |
| 7145 Linzexu           | 7 giugno 1996     |
| 7494 Xiwanggongcheng   | 28 ottobre 1995   |
| 7497 Guangcaishiye     | 17 dicembre 1995  |
| 7681 Chenjingrun       | 24 dicembre 1996  |
| 7683 Wuwenjun          | 19 febbraio 1997  |
| 7800 Zhongkeyuan       | 11 marzo 1996     |
| 8050 Beishida          | 18 settembre 1996 |
| 8117 Yuanlongping      | 18 settembre 1996 |
| 8311 Zhangdaning       | 3 ottobre 1996    |
| 8313 Christiansen      | 19 dicembre 1996  |
| 8315 Bajin             | 25 novembre 1997  |
| 8423 Macao             | 11 gennaio 1997   |
| 8425 Zirankexuejijin   | 14 febbraio 1997  |
| 8919 Ouyangziyuan      | 9 ottobre 1996    |
| 9092 Nanyang           | 4 novembre 1995   |
| 9221 Wuliangyong       | 2 dicembre 1995   |
| 9442 Beiligong         | 2 aprile 1997     |
| 9668 Tianyahaijiao     | 3 giugno 1997     |
| 10388 Zhuguangya       | 25 dicembre 1996  |
| 10611 Yanjici          | 23 gennaio 1997   |
| 10902 Hebeishida       | 25 novembre 1997  |
| 10911 Ziqiangbuxi      | 19 dicembre 1997  |
| 10929 Chenfangyun      | 1º febbraio 1998  |
| 10930 Jinyong          | 6 febbraio 1998   |
| 11637 Yangjiachi       | 24 dicembre 1996  |
| 12418 Tongling         | 23 ottobre 1995   |
| 12935 Zhengzhemin      | 2 ottobre 1999    |
| (13780) 1998 UZ8       | 17 ottobre 1998   |
| (13790) 1998 UF31      | 17 ottobre 1998   |
| 14147 Wenlingshuguang  | 23 settembre 1998 |
| 14558 Wangganchang     | 19 novembre 1997  |
| 14656 Lijiang          | 29 dicembre 1998  |
| 15882 Dingzhong        | 7 febbraio 1997   |
| 16757 Luoxiahong       | 18 settembre 1996 |
| 16982 Tsinghua         | 10 gennaio 1999   |
| 17606 Wumengchao       | 28 settembre 1995 |
| 17693 Wangdaheng       | 15 febbraio 1997  |
| 18550 Maoyisheng       | 9 gennaio 1997    |
| 18593 Wangzhongcheng   | 5 gennaio 1998    |
| 18639 Aoyunzhiyuanzhe  | 5 marzo 1998      |
| 19258 Gongyi           | 24 marzo 1995     |
| 19282 Zhangcunhao      | 14 gennaio 1996   |
| 19298 Zhongkeda        | 20 settembre 1996 |
| 19366 Sudingqiang      | 6 novembre 1997   |
| 21313 Xiuyanyu         | 10 dicembre 1996  |
| 23686 Songyuan         | 8 maggio 1997     |
| 23692 Nandatianwenners | 20 maggio 1997    |
| 23701 Liqibin          | 3 agosto 1997     |
| 24414 Anzhenhosp       | 13 gennaio 2000   |
| 25146 Xiada            | 24 settembre 1998 |
| 25240 Qiansanqiang     | 16 ottobre 1998   |
| 26188 Zengqingcun      | 22 dicembre 1996  |
| 27895 Yeduzheng        | 6 giugno 1996     |
| 27910 Yangfuyu         | 10 ottobre 1996   |
| 27966 Changguang       | 16 settembre 1997 |
| 28242 Mingantu         | 6 gennaio 1999    |
| 28468 Shichangxu       | 12 gennaio 2000   |
| 29438 Zhengjia         | 26 giugno 1997    |
| 29467 Shandongdaxue    | 15 ottobre 1997   |
| 29552 Chern            | 15 febbraio 1998  |
| 30991 Minenze          | 28 settembre 1995 |
| 31065 Beishizhang      | 10 ottobre 1996   |
| 31129 Langyatai        | 26 settembre 1997 |
| 32928 Xiejialin        | 20 agosto 1995    |
| 33000 Chenjiansheng    | 11 febbraio 1997  |
| 35313 Hangtianyuan     | 2 gennaio 1997    |
| 35366 Kaifeng          | 18 ottobre 1997   |
| 43259 Wangzhenyi       | 8 febbraio 2000   |
| 46669 Wangyongzhi      | 6 giugno 1996     |
| 47005 Chengmaolan      | 16 ottobre 1998   |
| 48616 Yeminghan        | 2 aprile 1995     |
| 48619 Jianli           | 21 maggio 1995    |
| 48636 Huangkun         | 28 settembre 1995 |
| 48700 Hanggao          | 17 aprile 1996    |
| 48798 Penghuanwu       | 6 ottobre 1997    |
| 52487 Huazhongkejida   | 6 dicembre 1995   |
| 55838 Hagongda         | 7 giugno 1996     |
| 55892 Fuzhougezhi      | 1º dicembre 1997  |
| 56088 Wuheng           | 14 gennaio 1999   |
| 58605 Liutungsheng     | 8 ottobre 1997    |
| 58714 Boya             | 16 febbraio 1998  |
| 58941 Guishida         | 22 agosto 1998    |
| 59000 Beiguan          | 17 settembre 1998 |
| 59238 Lilin            | 5 febbraio 1999   |
| 66885 Wangxiaomo       | 12 novembre 1999  |
| 69869 Haining          | 25 settembre 1998 |
| 74092 Xiangda          | 22 agosto 1998    |
| 79316 Huangshan        | 18 aprile 1996    |
| 79418 Zhangjiajie      | 3 giugno 1997     |
| 79419 Gaolu            | 26 giugno 1997    |
| 85293 Tengzhou         | 12 settembre 1994 |
| 85472 Xizezong         | 9 giugno 1997     |
| 85558 Tianjinshida     | 3 gennaio 1998    |
| 85728 Yangfujia        | 17 settembre 1998 |
| 90825 Lizhensheng      | 28 settembre 1995 |
| 90826 Xuzhihong        | 14 ottobre 1995   |
| 90830 Beihang          | 25 ottobre 1995   |
| 91001 Shanghaishida    | 18 gennaio 1998   |
| 91023 Lutan            | 23 febbraio 1998  |
| 91035 Hezehui          | 5 marzo 1998      |
| 92209 Pingtang         | 26 dicembre 1999  |
| 100434 Jinyilian       | 6 giugno 1996     |
| 120569 Huangrunqian    | 24 marzo 1995     |
| 120942 Rendafuzhong    | 1º ottobre 1998   |
| 121007 Jiaxingnanhu    | 10 gennaio 1999   |
| 137039 Lisiguang       | 26 ottobre 1998   |
| 148081 Sunjiadong      | 11 gennaio 1999   |
| 175718 Wuzhengyi       | 2 febbraio 1997   |
| 192353 Wangdazhong     | 14 ottobre 1995   |
| 192391 Yunda           | 3 ottobre 1996    |
| 363018 Wenda           | 3 ottobre 1996    |

Il Beijing Schmidt CCD Asteroid Program è un programma di osservazione degli asteroidi del sistema solare svolto a partire dal 1995 dall'Osservatorio Astronomico di Pechino e finanziato dall'Accademia Cinese per le Scienze.
In letteratura è citato anche come BAO Schmidt CCD Asteroid Program (dall'acronimo del nome in inglese dell'osservatorio, Beijing Astronomical Observatory) oppure NAOC Schmidt CCD Asteroid Program (dall'acronimo in inglese del nuovo nome dell'osservatorio, National Astronomical Observatory of China) o anche come SCAP (acronimo di Schmidt CCD Asteroid Program).
La strumentazione utilizzata è costituita da un telescopio Schmidt da 60/90 cm e da un rilevatore CCD da 2048x2048 pixel.
Il programma è accreditato della scoperta della cometa C/1997 L1 Zhu-Balam e di 1277 asteroidi, l'ultimo dei quali nel 2002.